# Dennisographium episphaeriae
Dennisographium episphaeriae är en svampart som beskrevs av Rifai 1977. Dennisographium episphaeriae ingår i släktet Dennisographium, divisionen sporsäcksvampar och riket svampar.   Inga underarter finns listade i Catalogue of Life.